# Nuno Lopes
Nuno Miguel Pereira Lopes, mais conhecido por Nuno Lopes (Lisboa, 6 de maio de 1978), é um ator português.
Mais conhecido pelos seus trabalhos em cinema, é também um ator de teatro e televisão, tendo sido galardoado por personagens interpretadas em filmes como Alice e São Jorge.

## Formação
Formou-se na Escola Superior de Teatro e Cinema do Instituto Politécnico de Lisboa, frequentou a Master Class da École des Maîtres e investiu na formação no estrangeiro, tendo aulas com professores como Robert Castle, Susan Batson, Tom Brangle e Wass M. Stevens, de Nova Iorque e também com o artista português António Feio. A complementar a sua carreira como actor, no decorrer do seu percurso formativo adquiriu competências a nível de esgrima artística, dança, canto e música.

## Carreira
A sua vasta experiência no teatro foi construída com representações de textos de autores de renome como Bertolt Brecht, William Shakespeare, August Strindberg, Heiner Muller, Georges Perec, Beaumarchais, Ferenec Molnár e Pierre Corneille. Entre as peças que fez destacam-se Um Homem é um Homem, Morte de Romeu e Julieta, Cimbelino, O Casamento de Fígaro, Um Sonho e O Lírio, onde teve a oportunidade de trabalhar com encenadores como Rodrigo Garcia, Luís Miguel Cintra, António Pires, Miguel Seabra, Luís Osório e Christine Laurent.
Do seu percurso no cinema destacam-se a sua participação em Alice de Marco Martins, Quaresma e Peixe-Lua de José Álvaro Morais e António, Um Rapaz de Lisboa de Jorge Silva Melo. Participou ainda em Goodnight Irene de Paolo Marinou-Blanco.
Em televisão, tem trabalhado em Portugal e no Brasil. No último, integrou o elenco da telenovela Esperança (TV Globo), de Benedito Ruy Barbosa. Em Portugal, fez algumas participações em novelas, séries e programas, tais como Herman SIC, Fúria de Viver, Paraíso Filmes, Crianças SOS, Ajuste de Contas, Diário de Maria, Riscos e Noite Sangrenta. Após uma interrupção (por vontade própria) de seis anos, regressou em 2008 à televisão onde participou na série de humor Os Contemporâneos. Participa ainda nas séries de humor, escritas por Bruno Nogueira, Último a Sair, Odisseia e Sara.

## Prémios
Em 2006, é galardoado com o Globo de Ouro de melhor ator de cinema com o filme Alice, o prémio de melhor ator no Festival de Cinema Luso-Brasileiro e o prémio de Shooting Star no Festival de Cinema de Berlim.
Em 2009, ganha de novo o Globo de Ouro de melhor ator de cinema com o filme Goodnight Irene, feito que repete em 2013 com o filme Linhas de Wellington, e em 2017 com Posto Avançado do Progresso.
Em 2017, ganha ainda o prémio Autores de melhor ator com o filme Posto Avançado do Progresso, e é distinguido com o prémio Angela para melhor actor europeu no Festival de Cinema Europeu Subtitle que decorreu na Irlanda.
Já com o filme São Jorge, de Marco Martins, após ganhar em 2016 o prémio Orizzonti de melhor ator no Festival de Veneza, ganha em 2018 o Sophia de melhor ator principal, o Globo de Ouro de melhor ator de cinema e o prémio Autores de melhor ator.
Em 2023, vence o prémio Sophia de Melhor Ator Secundário no filme Restos do Vento, de Tiago Guedes.

## Filmografia
O ator participou nos seguintes projetos:

### Televisão
| Ano     | Projeto                                   | Papel                         | Notas                 | Canal        |
| ------- | ----------------------------------------- | ----------------------------- | --------------------- | ------------ |
| 1997    | Riscos                                    |                               |                       | RTP1         |
| 1999    | Diário de Maria                           | Cesário                       | Elenco adicional      | RTP1         |
| 2000    | A Senhora Ministra                        | Nuno                          | Elenco adicional      | RTP1         |
| 2000    | Ajuste de Contas                          | Carlos Vaz (jovem)            | Participação especial | RTP1         |
| 2000    | A Noiva                                   | Coelho                        | Elenco principal      | SIC          |
| 2000    | Crianças SOS                              | Treinador                     | Elenco adicional      | TVI          |
| 2000–02 | Herman SIC                                | Vários Personagens            |                       | SIC          |
| 2001    | Programa da Maria                         | Vários Personagens            |                       | SIC          |
| 2001    | Odisseia na Tenda                         | Ruben                         | Elenco principal      | SIC          |
| 2002    | Fúria de Viver                            | Steve                         | Participação especial | SIC          |
| 2002    | O Maravilhoso Destino de Diácono Remédios |                               |                       | SIC          |
| 2002    | Esperança                                 | José Manoel Antunes (Murruga) | Elenco principal      | Rede Globo   |
| 2002–03 | Paraíso Filmes                            | Sabino Pascoal                | Elenco principal      | RTP1         |
| 2008    | Cuidado com a Língua!                     | Nuno                          | Elenco adicional      | RTP1         |
| 2008    | No Tal Hospital                           |                               |                       | RTP1         |
| 2008–09 | Os Contemporâneos                         | Vários Personagens            | Protagonista          | RTP1         |
| 2011    | Último a Sair                             | Nuno                          | Elenco adicional      | RTP1         |
| 2012    | As Linhas de Torres Vedras                | Sargento Francisco Xavier     | Elenco principal      | RTP1         |
| 2013    | Maison Close                              | Le Balafre                    | Elenco adicional      | Canal+       |
| 2013    | Odisseia                                  | Nuno                          | Elenco recorrente     | RTP1         |
| 2013    | Odisseia                                  | Estrábico                     | Elenco recorrente     | RTP1         |
| 2013    | Odisseia                                  | Empregado de Mesa             | Elenco recorrente     | RTP1         |
| 2013    | Odisseia                                  | DJ                            | Elenco recorrente     | RTP1         |
| 2016    | Terapia                                   | Alexandre Gomes               | Protagonista          | RTP1         |
| 2016–17 | Mata Hari                                 | Maximilian Ridoh              | Participação          | Piervy Kanal |
| 2017–18 | País Irmão                                | Capote Raposo                 | Elenco principal      | RTP1         |
| 2018    | Sara                                      | João Nunes                    | Elenco principal      | RTP2         |
| 2019    | Sul                                       | Inspetor Rebelo               | Elenco principal      | RTP1         |
| 2020    | White Lines                               | Duarte "Boxer" Silva          | Elenco principal      | Netflix      |
| 2021    | Princípio, Meio e Fim                     | Stone                         | Elenco principal      | SIC          |
| 2022    | Causa Própria                             | Inspetor Mário                | Protagonista          | RTP1         |
| 2022    | Operação Maré Negra                       | Sérgio                        | Elenco adicional      | RTP1         |
| 2024    | Hotel do Rio                              | Jaime                         | Elenco principal      | RTP1         |
| 2024–25 | A Fazenda                                 | Gaspar Mendes de Sousa        | Protagonista          | TVI          |

### Cinema
| Ano  | Título                             | Papel                     | Notas          |
| ---- | ---------------------------------- | ------------------------- | -------------- |
| 1991 | Projecto: Mundo Paralelo           |                           | Curta-metragem |
| 1995 | A Comédia de Deus                  | Terceira criança          |                |
| 2000 | Peixe-Lua                          | António                   |                |
| 2002 | António, Um Rapaz de Lisboa        | Homem em amarelo          |                |
| 2003 | Quaresma                           | Filomeno                  |                |
| 2003 | O Corneteiro Lopes                 | Cabo Corneteiro Lopes     | Curta-metragem |
| 2004 | Minha Mãe                          | Le docteur                |                |
| 2005 | Lastro                             | Rodrigo                   | Curta-metragem |
| 2005 | Alice                              | Mário                     |                |
| 2008 | Todos os Passos                    | (voz)                     | Curta-metragem |
| 2008 | O Senso dos Desatinados            | François Villon           | Curta-metragem |
| 2008 | Goodnight Irene                    | Bruno                     |                |
| 2008 | Esta Noite                         | Aboud                     |                |
| 2008 | Entre os Dedos                     |                           |                |
| 2011 | Sangue do Meu Sangue               | Telmo Sobral              |                |
| 2011 | Sunflare                           |                           | Curta-metragem |
| 2011 | Efeitos Secundários                | Rui                       |                |
| 2012 | Assim Assim                        | Pedro                     |                |
| 2012 | Operation Libertad                 | Baltos                    |                |
| 2012 | Linhas de Wellington               | Sargento Francisco Xavier |                |
| 2012 | Operação Outono                    | Ernesto Lopes Ramos       |                |
| 2013 | Sentimentos                        |                           |                |
| 2013 | Cadências Obstinadas               | Furio                     |                |
| 2015 | Capitão Falcão                     | Comuninja                 |                |
| 2016 | Posto Avançado do Progresso        | João de Mattos            |                |
| 2016 | São Jorge                          | Jorge                     |                |
| 2017 | Joaquim                            | Matias                    |                |
| 2017 | Menina                             | João Palmeira             |                |
| 2018 | O Grande Circo Místico             |                           |                |
| 2018 | Le vent tourne                     | Samuel Nieves             |                |
| 2018 | Mar                                |                           |                |
| 2019 | Une fille facile                   | Andres Monteiro           |                |
| 2022 | Tout le Monde Aime Jeanne          | Vítor                     |                |
| 2022 | Restos do Vento                    | Samuel                    |                |
| 2023 | Great Yarmouth Provisional Figures | Carlos                    |                |
| 2023 | Mal Viver                          | Jaime                     |                |
| 2023 | Viver Mal                          | Jaime                     |                |
| 2023 | Os Demónios do Meu Avô             | João (voz)                |                |